# Ильинецкий молочный завод
Ильинецкий молочный завод (ООО «Люстдорф») — предприятие пищевой промышленности в городе Ильинцы Ильинецкого района Винницкой области.
Крупнейший на Украине производитель молочной продукции (первый на 2012 год - 25% рынка), 95% произведенной продукции реализуется на внутреннем рынке, остальное – экспортируется в Молдавию, Азербайджан, Грузию, Приднестровье и Белоруссию.

## История

### 1934 - 1991
Маслозавод в посёлке городского типа Ильинцы был построен в соответствии со вторым пятилетним планом развития народного хозяйства СССР и введён в эксплуатацию в 1934 году.
В ходе Великой Отечественной войны с 23 июля 1941 до 13 марта 1944 года Ильинцы были оккупированы немецкими войсками, но уже в 1945 году маслозавод был восстановлен и возобновил работу.
В 1959 году для маслозавода было построено новое типовое помещение, а в 1963 - 1968 гг. на предприятии установили новое оборудование.
В 1969 году завод перевыполнил плановые показатели производства на 13%.
В целом, в советское время Ильинецкий маслозавод являлся одним из ведущих предприятий райцентра.

### После 1991
После провозглашения независимости Украины завод перешёл в ведение Государственного комитета пищевой промышленности Украины. В дальнейшем, государственное предприятие было преобразовано в открытое акционерное общество.
4 февраля 1997 года на базе ОАО «Ильинецкий молокозавод» было создано ООО «Люстдорф».
В 2004 году завод прекратил производство казеина.
В марте 2006 года Антимонопольный комитет Украины оштрафовал ООО «Люстдорф» и Житомирский маслозавод на 25 тыс. гривен за согласованные антиконкурентные действия на рынке заготовки молока (снижение закупочных цен на молоко для промышленной переработки с 1,25 до 1,05 гривен за литр).
До кризиса 2008 года доля ООО «Люстдорф» в сегменте рынка ультрапастеризованного молока страны составляла не менее 60%, планировалось в течение двух лет нарастить мощности до 400-450 т молока в сутки.
В 2009 году завод произвёл 73,696 тыс. тонн молочных продуктов.
В 2010 году началась реконструкция предприятия, в результате которой в ноябре 2011 года на заводе был введён в эксплуатацию цех по производству сухого молока, и в 2011 году объём производства составил 98,497 тыс. тонн. 
В 2012 году объём производства составил 112,645 тыс. тонн, в 2013 году - 118,953 тыс. тонн.
По данным «Форбс Украина», компании, «несмотря на прекращение поставок украинской молочной продукции в Крым», за первое полугодие 2014-го удалось увеличить выручку на 22%, до 604 млн гривен. Однако, в сообщении объем и динамика роста продукции указан не был, а выручка дана в сравнении с прошлым годом без учёта обвала гривны. В другом сообщении говорилось, что компания в первом полугодии 2014 сократила производство на 1,43%, или на 0,835 тыс. тонн по сравнению с аналогичным периодом 2013 года до 57,679 тыс. тонн продукции, при этом в компании ссылались на прекращение поставок продукции в Крым.
Осенью 2014 года компания изменила дизайн упаковок с традиционного клетчатого на рисунок украинской вышивки.
В декабре 2015 года предприятие получило разрешение на экспорт продукции в страны Евросоюза (с 10 января 2016 года).
В октябре 2018 года на предприятии начали выпуск "растительного молока" из овса и гречихи.

## Современное состояние
Предприятие выпускает 42 наименования молочной продукции (пастеризованное молоко, сливочное масло, сливки, молочные десерты, сухое молоко и растительное молоко) под пятью торговыми марками: "На здоровье", "Крестьянское", "Бурёнка", "Тотоша", "Люстдорф". Мощности завода позволяют перерабатывать около 350 тонн молока в сутки.
Собственниками компании «Люстдорф» являются два физлица.